# Шадрван
Шадрван (тур. şadırvan; перс. شادروان; арап. شاذروان; алб. shatërvani) је, у исламском градитељству, водоскок који се гради у дворишту џамија, медреса, текија, караван-сараја, ханова и у јавним купатилима, а у функцији омогућавања обредног умивања већем броју вјерника, али и као декоративни елемент екстеријера објекта.

## Функција и изглед
Шадрвани, уопштено узевши, имају исту функцију као и јавне чесме, само што се они граде у јавним купатилима и двориштима џамија, медреса, текија, караван-сараја и неких других већих и импозантнијих објеката. Првенствени им је, међутим, задатак, да дају воду већем броју особа у исто вријеме за обредно умивање. И, они, уз то, имају сврху да дјелују пластично и декоративно у својој околини, која је потпуно различита од амбијента махале гдје су грађене јавне чесме. Из тих разлога шадрван се по својој конструкцији и архитектури битно разликује од јавних чесама.
Основни елеменат шадрвана је камени базен с више унаоколо поређаних изљева или чесама. Пред сваком чесмом је омањи и нешто уздигнут камени квадер, на којем стоји онај, који узима абдест. Около је ниска и лагана дрвена балустрада, испрекидана с више прилаза ка базену, а са унутрашње стране те ограде поређане су дрвене клупе за одмор. Из саме пак средине базена уздиже се мањи или већи камени ступ, кроз који одоздо према горе тече вода. Тај ступ носи једну, двије или три ванредно обликоване камене чашке, које, редајући се према горе, бивају све мање и плиће. Вода излази до на врх ступа и одатле се онда прељева из једне чашке у другу, дочаравајући млазовима и шумовима романтичну слику — одакле је управо у персијском језику и настао назив „шадрван“, што значи „веселоток“, тј. „весело тече“ у дословном преводу.
Сва та направа је заогрнута лаганом гвозденом мрежом у виду луковице или крушкасте куполице, а цио опет простор надвисује кров на шест или осам полигонално постављених лаганих дрвених ступова. Тај кров је код бољих шадрвана у облику куполе, прекривене оловом, или је обични стрми шаторасти кров од камених плоча на шест или осам вода, какав се види нарочито у Херцеговини.
Не ријетко су површине шадрвана (знаменито у XVI вијеку) биле покриване и богатом декоративном пластиком. Тако је декоративна пластика, коришћена као декор шадрвана, већ код савременика пљенила погледе, па тако децембра 1660. године путописац Евлија Челебија истичући љепоту првобитног шадрвана пред Јахја-пашином џамијом у Скопљу наводи да је шадрван био тако украшен „да се завидно очара пред том уметношћу“. Велики број ове декорације је током вијекова појео зуб вријемена.

## Историјат
Шадрван је, као већ назначено, поријеклом из Персије. Од Персијанаца попримили су га Арапи и Турци, и први га раширили по Арабији, Сирији, Египту и Шпанији, а потоњи по Малој Азији и Балканском полуострву. (в. галерију)
На простору Босне и Херцеговине их је некада било готово у свим мјестима, али, како наводи историчар културе Алија Бејтић, већина је протеком времена пропала. На овом простору су се до данас одржала два у Мостару — у дворишту Карађозбегове и Коски Мехмедпашине џамије, и по један пред главном џамијом у Сарајеву, Чајничу, Јајцу и Бањој Луци. (в. галерију) Највише их је било у Сарајеву, главном граду, а ту је, према Бејтићевом суду, настао и најљепши споменик те врсте на овом простору — шадрван у дворишту Бегове џамије.

## Галерија

### Шадрвани у свијету
- Шадрван у дворишту џамије Мехмед-паше Соколовића у Истанбулу
- Шадрван у дворишту џамије Шехзада у пријестоници Турске
- Шадрван у дворишту Плаве џамије у Истанбулу
- Шадрван у дворишту џамије Селимије у Једрену, Турска. Џамије је ремек дјело исламске архитектуре.
- У Умејадској џамији у Дамаску, главном граду Сирије
- Шадрван испред Велике џамије у Алепу, Сирија
- Лавље двориште ноћу, Алхамбра, Шпанија.

### Шадрвани у Босни и Херцеговини
- Детаљ са шадрвана у дворишту сарајевске Бегове џамије
- Шадрван у дворишту Карађозбегове џамије у Мостару[13]
- Шадрван у дворишту Коски Мехмедпашине џамије у Мостару[13]
- Детаљ шадрвана са претходне слике
- Обновљени шадрван у дворишту Ферхад-пашине џамије у Бањој Луци
- Детаљ шадрвана у Бањој Луци

### Шадрвани у Макеоднији
- Шадрван у дворишту Мустафа-пашине џамије у Скопљу
- Детаљ шадрвана испред Мустафа-пашине џамије
- Шадрван у дворишту Иса-бегове џамије у Старој скопској чаршији
- Шадрван изблиза
- Шадрван испред улаза у Иса-бегову џамију у Скопљу
- Шадрван у дворишту Исак-бегове џамије у Скопљу
- Шадрван и Исак-бегова џамија
- Шадрван испред Мурат-пашине џамије у Скопљу
- Шадрван и Мурат-пашина џамија у Старој скопској чаршији